# Bezvučna postalveolarna afrikata
Bezvučna postalveolarna afrikata, bezvučna postalveolarna sibilantna afrikata ili bezvučna palato-alveolarna afrikata suglasnik je koji postoji u mnogim jezicima, a u međunarodnoj fonetskoj abecedi za njega se koristi simbolom [t͡ʃ]. U literaturi se ranije označavao i simbolima c, č, ch, tc, tš, cs i cz.
Glas postoji u standardnom hrvatskom i većini narječja; suvremeni pravopis hrvatskog jezika koristi se simbolom č (vidjeti slovo č).
Osim toga, glas postoji i u talijanskom, mađarskom, gruzijskom, turskom, rumunjskom, španolskom, engleskom, slavenskim jezicima...
Karakteristike su:
- po načinu tvorbe jest sibilantna afrikata;
- po mjestu tvorbe jest postalveolarni suglasnik;
- po zvučnosti jest bezvučan.

Glas se nalazi u 41,7 % jezika zabilježenih u bazi podataka UPSID.

## Vanjske poveznice
- UCLA Phonological Segment Inventory Database (UPSID)(eng.)